# Liste der denkmalgeschützten Objekte in Eberstalzell
Die Liste der denkmalgeschützten Objekte in Eberstalzell enthält die 3 denkmalgeschützten, unbeweglichen Objekte der Gemeinde Eberstalzell in Oberösterreich (Bezirk Wels-Land).

## Denkmäler
| Foto |                 | Denkmal                                                                          | Standort                                       | Beschreibung | Metadaten |
| ---- | --------------- | -------------------------------------------------------------------------------- | ---------------------------------------------- | --- | --- |
| ja   | Datei hochladen | Kath. Pfarrkirche hl. Ulrich und alter Friedhof HERIS-ID: 52087 Objekt-ID: 58209 | Hauptstraße 11 Standort KG: Eberstallzell      | Die spätgotische, zweischiffige Pfarrkirche mit eingezogenem Chor und in der Barockzeit ausgebautem Turm wurde bis 1909 von einem Friedhof umgeben und beherbergt eine überwiegend neugotische Inneneinrichtung, die aus der Renovierungszeit zwischen 1879 und 1881 stammt. | BDA-Hist.: Q23541631 Status: § 2a Stand der BDA-Liste: 2025-06-30 Name: Kath. Pfarrkirche hl. Ulrich und alter Friedhof GstNr.: .20, 156 Pfarrkirche Eberstalzell |
| ja   | Datei hochladen | Pfarrhof HERIS-ID: 52085 Objekt-ID: 58201                                        | Hauptstraße 18 Standort KG: Eberstallzell      | Der schlichte, rechteckige Wohnbau mit einem Obergeschoß wurde um 1650 als Mesnerhaus errichtet und 1772 zu einem Pfarrhof aufgestockt sowie zwischen 1847 und 1848 schließlich völlig umgebaut.                                                                             | BDA-Hist.: Q38049116 Status: § 2a Stand der BDA-Liste: 2025-06-30 Name: Pfarrhof GstNr.: 159                                                                      |
| ja   | Datei hochladen | Mariahilf-Kapelle HERIS-ID: 52086 Objekt-ID: 58207                               | nahe Kapellenweg 28 Standort KG: Eberstallzell | Die 1846 errichtete und später umgebaute Kapelle besteht aus zwei rechtwinkelig zueinandergestellten Teilen und einem Turm mit doppelt-achtseitigem Zwiebelhelm. | BDA-Hist.: Q38049126 Status: § 2a Stand der BDA-Liste: 2025-06-30 Name: Mariahilf-Kapelle GstNr.: 2895                                                            |